# Los ángeles de acero
Los ángeles de acero (en el francés original, Les Anges d'Acier) es una serie creada por el guionista Víctor Mora y el dibujante Víctor de la Fuente para la revista "Pilote" en 1983.

## Trayectoria editorial
La serie fue recopilada por Dargaud en cuatro álbumes a partir de 1984:
- 1 Los Ángeles de Acero
- 2 La jungla de los malditos
- 3 La rosa de Abisinia
- 4 Las garras del águila

En España se ha publicado en las revistas Comix Internacional, Zona 84 y Gran Aventurero.

## Premios
La Rosa de abisinia obtuvo en 1989 el Premio Haxtur a la «Mejor Historia Corta» en el Salón Internacional del Cómic del Principado de Asturias (Gijón).